# Бурбело, Бронислав Иванович
Бронислав Иванович Бурбело (1 августа 1905 — 23 января 1995) — советский и украинский филолог-романист, педагог, специалист по методике преподавания иностранных языков, соавтор французско-украинского словаря. Отец Бурбело Валентины Брониславовны.

## Биография
Родился 1 августа 1905 года в селе Бокиевка, Проскуровский уезд, теперь Хмельницкая область. В 1926 году поступил в Киевский институт народного хозяйства. В 1942 году окончил филологический факультет Одесского государственного университета. С 1946 года работал в Киевском университете: преподаватель, с 1949 года — заведующий кафедрой романских языков, в течение 1963—1980 годов работал заведующим кафедрой романской филологии. Кандидатская диссертация «Из истории развития конструкций с предлогом à во французском языке» (1955).
Преподавал французский и немецкий языки, историю французского языка и вступление в романское языкознание. Основные направления научной деятельности: история французского языка, романское языкознание, сопоставимые исследования истории французского и украинского языков, лексикографии. Занимался методической работой и составлением учебных планов и программ для факультетов иностранных языков вузов СССР. В течение 1960—1970 годов был членом Совета по высшему филологического образования при Министерстве высшего и среднего специального образования СССР, а также возглавлял комиссию МВССО СССР по составлению программ для факультетов иностранных языков. Был заместителем председателя научно-методического совета по иностранным языкам МВССО УССР, членом экспертной комиссии МВССО УССР и научно-методической комиссии Министерства образования УССР, членом совета Киевского университета, членом научно-методического совета Киевского университета и совета по присуждению учёных степеней. Возглавлял редколлегию журнала «Вестник КГУ» (серия «Иностранная филология»).
Награждён 8 медалями.

## Труды
- «З історії розвитку конструкцій з прийменником à у французькій мові» (1955)
- Історія Київського університету. К., 1959. (в соавторстве)
- Українсько-французький словник. К., 1982 (переиздан в 1989)